# Julian Barnes
Julian Barnes   (Leicester, 19 de gener de 1946) és un escriptor anglès. Va guanyar el premi Man Booker pel seu llibre The Sense of an Ending (2011).

## Biografia
Nasqué a la ciutat de Leicester (Anglaterra) però de ben petit la seva família va traslladar-se a viure als afores de Londres. Els seus pares eren tots dos professors de llengua francesa. Va estudiar a la City of London School i al Magdalen College d'Oxford.
Va ser editor literari adjunt del Sunday Times (1980-82), crític de televisió a The Observer, i corresponsal a Londres per a la revista New Yorker (1990-95).
El 2011 li van concedir el Premi Booker per la novel·la El sentit d'un final, novel·la que explora la memòria, com de difusa pot ser i com modifiquem el passat per adaptar-lo al nostre propi benestar. Anteriorment tres dels seus primers llibres van quedar entre els finalistes d'aquest premi: Flaubert's Parrot (1984), England, England (1998) i Arthur & George (2005). Fa servir el pseudònim Dan Kavanagh per a les obres de novel·la negra.

## Obres publicades

### Novel·les
- Metroland (1980)
- Before She Met Me (1982)
- Flaubert's Parrot (1984)
- Staring at the Sun (1986)
- A History of the World in 10½ Chapters (1989)
- Talking It Over (1991)
- The Porcupine] (1992)
- England, England (1998)
- Love, etc (2000)
- Arthur & George (2005)
- The Sense of an Ending (2011)
- The Noise of Time (2016)
- The Only Story (2018)

### No ficció
- Letters from London (1995)
- Something to Declare (2002)
- The Pedant in the Kitchen (2003)
- Nothing to Be Frightened Of (2008)
- Through the Window (2012)
- A Life with Books (2012)
- Levels of Life (2013)
- Keeping an Eye Open: Essays on Art (2015)
- The Man in the Red Coat (2019)

### Obres traduïdes al català
- Abans que ens coneguéssim, traducció de David Balagué i Antoni Parera (Laia, 1988).
- Parlem-ne, traducció d'Elisabet Ràfols (Edicions 62, 1994).
- El lloro de Flaubert, traducció de Núria Ribera (Edicions 62, 1995 - Col·lecció "Les Millors obres de la literatura universal segle XX")
- Història del món en deu capítols i mig, traducció de Marta Bes Oliva (Proa, 1997).
- Anglaterra, Anglaterra, traducció d'Helena Pol (Proa, 1999).
- Amor, etc, traducció d'Albert Torrescasana (Empúries, 2001).
- Arthur i George, traducció d'Albert Torrescasana i Joan Puntí (Angle, 2007).
- El perfeccionista a la cuina, traducció de Maria Rosich (Viena, 2007).
- Res a témer, traducció d'Alexandre Gombau i Arnau (Angle, 2010).
- Pulsacions, traducció d'Alexandre Gombau i Arnau (Angle, 2011).
- El sentit d'un final, traducció d'Alexandre Gombau i Arnau (Angle, 2012).
- El soroll del temps, traducció d'Alexandre Gombau i Arnau (Angle, 2016).
- Nivells de vida, traducció d'Alexandre Gombau i Arnau (Angle, 2017).
- L'home de la bata vermella, traducció d'Alexandre Gombau i Arnau (Angle, 2021).

## Premis i reconeixements
- 1981 Somerset Maugham Award
- 1985 Premi Geoffrey Faber Memorial
- 1986 E. M. Forster Award de l'Acadèmia i l'Insitut americà de les Arts i les Lletres
- 1992 Prix Femina Étranger per Talking It Over
- 1993 Premi Shakespeare
- 2004 Comandant de l'Ordre de les Arts i les LLetres
- 2008 San Clemente premi literari
- 2011 Premi Booker, El sentit d'un final
- 2012 Europese Literatuurprijs